# China Netcom

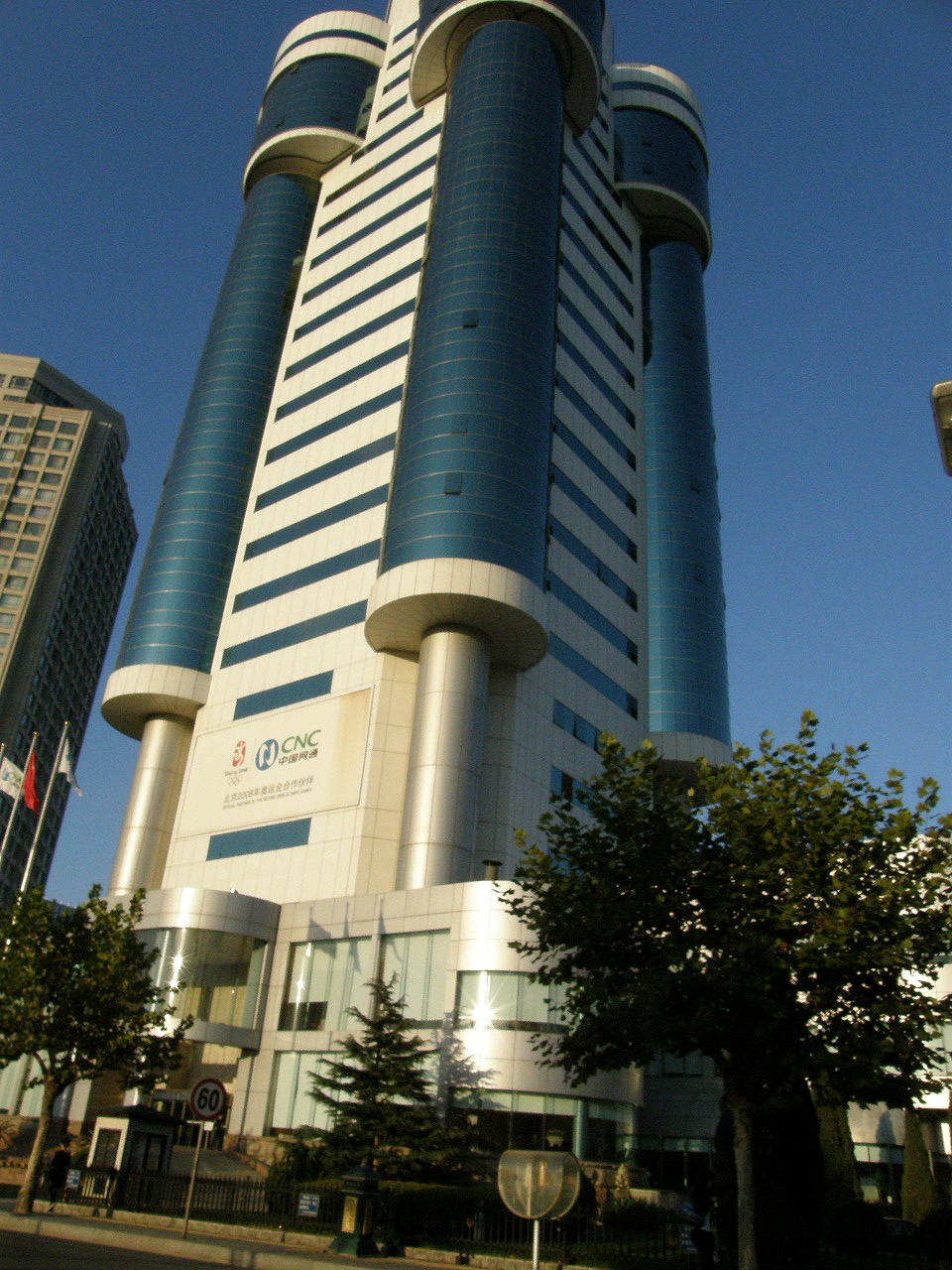
China Netcom

China Netcom, полное название — China Netcom Group Corporation (Hong Kong) Limited (бывшие коды на биржах: HKEX:0906, NYSE:CN, аббревиатура CNC) бывший оператор телекоммуникационных услуг в Китае. Компания была основана в августе 1999 года правительством Китая для привлечения инвестиций в построение сетей широкополосного доступа к сети Интернет в Китае.

## Деятельность
CNC предоставляла услуги проводных телекоммуникаций в континентальном Китае, по большей части на севере Китая. Компания построила новую магистральную сеть связи на территории всей страны. Благодаря этому она стала вторым по величине оператором проводной телефонии и мобильной связи в континентальном Китае после China Telecom.
Традиционно компания предоставляла свои услуги в северных китайских провинциях и больших городах таких как Шанхай, Гуандун, Пекин, Тяньцзинь, Хэбэй, Хэнань, Шаньдун и Ляонин, однако, чуть позже проявила своё присутствие и в других регионах.
Одновременно с предоставлением услуг ADSL (не всегда доступен вне северных провинций Китая), компания предлагала услуги хостинга и размещения оборудования и была лидером в предоставлении доступа к так называемым в Китае магазинам 'IP телефонии', имеющим низкие тарифы телефонной связи на территории Китая.
Помимо этого, China Netcom была официальным телекоммуникационным оператором и партнёром Летних Олимпийских Игр 2008 года и предоставляла услуги проводных телекоммуникаций для олимпийского комитета в Пекине. Она предлагала телекоммуникационные услуги высокого качества и гарантии стабильности сети на время проведения мероприятий и соревнований Летних Олимпийских и Паралимпийских Игр.

## История
В 1999 году компания начинала свой бизнес с предоставления услуг высокоскоростной передачи данных, имея штаб-квартиру в Шанхае. Она получила поддержку Цзян Мяньхэна, сына Цзян Цзэминя, и Лю Чуанджи, председателя правления Legend Computers (сейчас Lenovo). Однако, бизнес был безуспешным в силу того, что China Telecom удерживала монополию на телекоммуникационном рынке Китая.
Netcom был на грани банкротства. К счастью для Netcom, благодаря поддержке сына Цзян Цзэминя, правительство Китая разрушило монополию China Telecom и предоставило ей треть активов China Telecom. Most of those assets are located in the northern provinces.

## Слияние с China Unicom
China Netcom была дочерней компанией корпорации China Network Communications Group.
2 июня 2008 года Netcom объявила о своём намерении произвести объединение с China Unicom, после того как последний продал свою CDMA сеть China Telecom. Объединённая компания получила все активы China Netcom, в дополнении к этому GSM сеть Unicom со 125 миллионами абонентов, а также небольшой бизнес предоставления dial-up и ADSL доступа в интернет.
Объединение было завершено 6 октября 2008 года. China Netcom стала полноценной дочерней компанией China Unicom, размещающей свои акции на Гонконгской фондовой бирже и американские депозиты на Нью-Йоркской фондовой бирже.

## Жалобы на спам
China Netcom и её домен cnc-noc.net ассоциируются западным миром как источник спама и провайдер хостинга для вредоносных сайтов. Исследование, проведенное в Норвегии в 2008, объявило cnc-noc.net «худшим в мире провайдером интернета» и упомянуло об отсутствии обратной связи со службой поддержки по всем инцидентам.
Spamhaus поставил unicom на 3-е место в списке худших интернет-провайдеров в мире.